# Mall Tycoon
Mall Tycoon – symulacyjno-strategiczna gra komputerowa, wyprodukowana przez Holistic Design i wydana przez Take-Two Interactive, w której musimy wybudować i utrzymać centrum handlowe. Wydawcą w Polsce jest firma City Interactive.
Po sukcesie gry zostały wydane kontynuacje o nazwie Mall Tycoon 2 (2003) i Mall Tycoon 3 (2005).